# Maytenus grenadensis
Maytenus grenadensis är en benvedsväxtart som beskrevs av Ignatz Urban. Maytenus grenadensis ingår i släktet Maytenus och familjen Celastraceae. Inga underarter finns listade.